# Stephane Cali
Stephane Cali (Francia, 26 de abril de 1972) es un atleta francés retirado especializado en la prueba de 60 m, en la que consiguió ser medallista de bronce europeo en pista cubierta en 1998.

## Carrera deportiva
En el Campeonato Europeo de Atletismo en Pista Cubierta de 1998 ganó la medalla de bronce en los 60 metros, con un tiempo de 6.60 segundos, tras el griego Angelos Pavlakakis (oro con 6.55 segundos) y el británico Jason Gardener.